# Destiny (videojoc)
Destiny és un videojoc de trets en primera persona, en forma de multijugador massiu en línia en un món obert de ficció especulativa. Va ser desenvolupat per Bungie i publicat per Activision com a part d'un contracte de producció de deu anys. Es va llançar el 9 de setembre de 2014 per PlayStation 3, PlayStation 4, Xbox 360 i Xbox One. La versió beta del videojoc va ser llançada en l'estiu de 2014, la qual va estar disponible abans per PlayStation 3 i PlayStation 4. La primera vegada que es va mostrar el videojoc, va anar en la conferència de Sony en l'I3 de 2013.
Segons les empreses desenvolupadores, els costos de desenvolupament i màrqueting van superar els 500 milions de dòlars, però no van precisar les xifres definitives, encara que alguns periòdics van precisar que només la gran campanya de publicitat desplegada hauria suposat unes despeses de 200 milions de dòlars. Un dia després del seu llançament, l'empresa Activision va declarar que Destiny s'havia convertit en el llançament més reeixit de la història de la franquícia, amb unes vendes només en el primer dia que superaven els 500 milions de dòlars.

## Argument
Està ambientat en un misteriós futur. En una altra època, la nostra civilització s'estenia per tot el sistema solar. Les seves ruïnes segueixen aquí: soterrades en les dunes de Mart, ocultes en les selves de Venus, perdudes en una Terra salvatge i abandonada. Durant segles, ens hem anat arraulint sota la seguretat del Viatger, protegits dels nostres enemics. Ara ha començat una nova era, i la nostra única esperança de futur resideix a desentranyar els grans misteris del passat.
Tot va canviar amb l'arribada del Viatger. Temps (Informació perduda) va insuflar nova vida al nostre sistema solar i va iniciar l'edat d'or. Però no va durar molt. Alguna cosa ens va copejar. Ens va fer caure. Va intentar aniquilar-nos. Ningú sap exactament per què. El que sí sabem és això: molt pocs sobrevivim i, els que ho vam fer, li devem la vida a una esfera anomenada "El Viatger".
Als moments més foscos, els humans, els exos i els insomnes van trobar al Viatger en el lloc on va combatre per última vegada; sobre la Terra, a baixa altitud, vigilant en silenci. Construïm aquesta Ciutat –nostra última ciutat– dins dels seus escuts protectors i participem en innombrables guerres per mantenir la pau. Va ser en aquella època fosca quan van néixer els guardians de la Ciutat.

### Armes Exòtiques
Destiny compta amb una varietat extensa d'armes, en les quals es troben:
- Canons de mà: Espino, L'Última Paraula, Falcó de Lluna, As de Piques i Primera Maledicció.
- Fusells Automàtics: Règim Suros, Llum directa, Montecarlo, Abisme Necròtic, Estratègia Fabiana,Super Cèl·lula Zhalo i Kvhostov 7G-0X
- Fusells d'Explorador: Multi-Eina Mida, Gèminis Booleà, Conill de Jade, Tlaloc i Toc de dolenteria.
- Pistoles: Promesa d'Escòria i Transgressor
- Fusell de Polsos: Mort Vermella, Mal Yuyu, Sense temps per explicacions i Brot Primari.
- Fusell de Fusió: Pla C, Mitoclasta Vex, Infinitat Portàtil, Arc derrocador de reines i Símil del Somni.
- Franctirador: Temps i Paciència, Trenca-gels, Non Terrae Plus Ultra, Fus Negre, D'ara endavant i Meteor Zen.
- Escopetes: Improperi, Comandament Universal, El Quart Genet, Senyor dels Llops i Carabina.
- Llanzacoets: Gjallarhorn, La Veritat i Alè de Drac.
- Metralladores: Excel·lent Consell,Senyor del Tro i Estel De Nemesis
- Espases: Llança-llamps, Absorbidora, Arrasadora i Udol de la Cria de Llop

### Races
Destiny compta amb 3 races elegibles pel nostre guardià i 6 races enemigues.
Aliades:
-Humans 
-Insomnes
-Exo
Enemics:
-Els Caiguts
-El Rusc
-Els Cabal
-Els Vex
-Els Posseïts
-SIVA
Uns altres
-Els Déus Cuc Ahamkara (aquests encara no són considerats enemics)

### Classes de Personatge
Destiny compta amb 3 classes de personatges elegibles en el moment de crear el nostre guardià:
- Tità
- Bruixot
- Caçador

## Argument de màrqueting
L'empresa desenvolupadora i el joc prometen poder crear un personatge únic i poderós, que pot personalitzar el seu aspecte i la seva forma de lluitar, i explorar el que queda del sistema solar.
Destiny promet oferir una "història fascinant", un multijugador competitiu, unes opcions de joc cooperatives, unes simulacions de combats totalment interactius i espais comunitaris en tercera persona a on efectuar les reparacions i poder comprar suministres pel nostre personatge.

## Recepció
Bungie va impedir la publicació de revisions prelanzamiento a causa que segons ells el joc havia de ser avaluat solament quan els seus aspectes socials estiguessin operatius i replets de "milers de jugadors" amb la finalitat de donar una avaluació adequada.
Destiny va rebre crítiques mixtes positives dels crítics. Encara que la seva qualitat gràfica, jugabilitat, disseny i banda sonora van ser elogiats, va rebre crítiques pel seu disseny de les missions, per ser repetitives i pobres i tenir una vaga narrativa. GameSpot va comparar el joc a un jardí negre (fent referència a una de les missions del joc), i ho va descriure com «un joc d'acció multijugador que compta amb elements propis dels jocs multijugador massius, però que passa per alt les lliçons que els desenvolupadors van aprendre fa molts anys»; No obstant això, les maneres multijugador competitius del joc van ser elogiats, gràcies a l'experiència que Bungie tenia en aquest camp per la franquícia Halo, amb mapes ben dissenyats.
GameTrailers va donar una opinió en general positiva, però també va criticar l'escàs fil argumental, qualificant-ho com un joc sense inspiració. No obstant això, van elogiar els gràfics, així com la intensitat que els combats ofereixen al jugador.
El 10 de setembre de 2014, Activision va afirmar que Destiny va ser el més reeixit llançament de la franquícia de tots els temps, ja que el joc havia venut unitats per valor de més de 500 milions de dòlars en les tendes minoristes i les grans superfícies de tot el món.

## Expansions
La Profunda Foscor (The Dark Below), primera expansió de Destiny.
Aquesta expansió va ser la primera que es va lliurar en el joc; es tracta del déu del rusc, Crota, que va despertar per seguir lluitant contra la Llum del Viatger. Inclou 3 mapes competitius, noves missions d'història i una incursió.
La Casa dels Llops (The House of Wolves), segona expansió de Destiny.
Aquesta expansió es troba majorment centrada en l'Escull i en el Kell caigut Skolas.
Aquesta expansió no va portar una nova Incursió (Raid), però va portar l'Arena; una modalitat de supervivència, un assalt: El lladre d'ombres, 3 mapes de multijugador, missions d'història i una nova manera de joc per multijugador: Les Proves d'Osiris .
El Rei dels Posseïts (The Taken King), tercera expansió de Destiny.
Tercera expansió de Destiny; The Taken King va ser llançat gairebé exactament un any després del joc original, el 15 de setembre de 2015.
Després de matar a Crota, el dolent principal de la Profunda Foscor, els jugadors s'enfrontaran cara a cara a Oryx, el Rei dels Posseïts i pare de Crota en aquesta nova expansió.
The Taken King també introduirà noves subclasses per a cada classe de personatge Trencasols (Tità), Fustigador Nocturn (Caçador), Invocador de tempestes (Bruixot) i una incursió (La caiguda del Rei).
Els Senyors de Ferro (Rise of Iron), quarta expansió de Destiny.
És una expansió que va sortir a la venda el 20 de setembre de l'any 2016.
Estarà centrada en Lord Saladí i en els Senyors del Ferro. Inclourà diverses noves activitats, com ara la Forja de l'Arcont, la incursió La Fúria de la Màquina, una nova campanya, entre d'altres. Sortirà únicament per Playstation 4 i Xbox One.
En aquesta expansió l'avantguarda s'enfrontarà a una classe de Caiguts alterats per la tecnologia SIVA en les terres pudents, en el Cosmòdrom.